# Flora Philip
Pour les articles homonymes, voir Philip.
Flora Philip (19 mai 1865 - 14 août 1943) est une mathématicienne écossaise.

## Biographie
Flora Philip a ouvert la voie pour les mathématiciennes écossaises, en étant non seulement la première femme membre de la Société mathématique d'Édimbourg, mais aussi parmi les premières femmes à être en poste en Écosse, diplômée de l'université d'Édimbourg, le 13 avril 1893.